# Suros (blessure)
Un Suros est, en médecine équine, une grosseur située sur la jambe du cheval, généralement bénigne. Ils forment le type de « tare dure » le plus courant chez le cheval.

## Cause
Les suros proviennent d’une inflammation osseuse causée par une lésion de la membrane recouvrant l’os. Cela peut provoquer une périostite, qui est une inflammation localisée de la couche externe des os longs, visible par des cals osseux. Son emplacement le plus commun se situe entre l'os du canon et l'os primaire et à l'intérieur du canon. Cependant, des suros peuvent également apparaître sur les membres postérieurs.

### À la suite d'un traumatisme
Un cal osseux peut se développer à la suite d'un coup porté par un autre cheval sur le membre mais cela peut aussi venir du membre opposé de l’animal qui vient taper l’intérieur d’un membre aussi bien postérieur qu’antérieur. Ce type de traumatisme est la principale cause d’apparition d’un suros.

### À la suite d'une lésion du ligament
L’apparition d’un suros peut aussi être la conséquence d’un défaut d’aplomb ou d’une élongation du ligament interosseux bien que celui se calcifie naturellement avec l’âge. Dans certains cas, cela peut aller jusqu’à la fracture de l’os rudimentaire. Il est alors recommandé de passer un examen radiographique.

### La croissance
Pendant la croissance du cheval, il est possible de voir l’apparition de suros. On peut traduire cela par des adaptations temporaires, il s’agit alors d’adaptations squelettiques transitoires. En effet, le squelette grandit, évolue et des cals osseux peuvent apparaître. Ceux ci peuvent rester une fois la croissance finie et ne pas forcement gêner le cheval, mais ils peuvent aussi bien disparaître avec l’âge.

## Boiterie
Les suros ne font en général pas ou peu boiter le cheval. Cependant au moment de l’apparition du suros il peut y avoir une légère boiterie. Dans certain cas, une boiterie sévère peut exister, soit en continu ou par intermittence. Cette boiterie s’explique par la localisation du suros qui peut, avec le mouvement du cheval, frotter sur le ligament suspenseur. La sévérité de la boiterie n’est pas corrélée à la taille du suros.

## Le traitement
La priorité dans le traitement d’un suros est de stabiliser son évolution pour limiter la prolifération osseuse et donc le frottement sur le suspenseur.
Pour traiter un suros, on peut administrer des anti-inflammatoires et préconiser une phase de repos. Si cela ne suffit pas il est possible d’envisager la cryothérapie ou en dernier recours la chirurgie. Le taux de récidive est assez élevé après une chirurgie car pendant la cicatrisation il se peut qu’un suros réapparaisse.

## Prévention
Plusieurs solutions existent pour éviter l’apparition des suros, cependant il n’y a pas de solution miracle : 
Il faut faire attention à l’alimentation chez le cheval en croissance : Il faut veiller à ce qu’il ne manque pas de minéraux, d’oligo-éléments et de vitamines, et surtout il faut faire très attention au ratio phosphocalcique.
De plus, une surveillance du poids de l’animal est importante car la surcharge à porter sur les membres peut créer des suros.
Chez les jeunes chevaux, limiter les efforts physiques importants conduit à une meilleure gestion de l’apparition de suros car le squelette du jeune cheval n’est pas totalement construit.
Pour les suros de cause traumatique, il est possible de protéger les membres des chevaux avec différentes protections de travail (bande de polo, protection de travail).